# William Martínez
William Martínez, vollständiger Name William Rubén Martínez, (* 13. Januar 1928 in Pueblo Victoria, Uruguay; † 28. Dezember 1997) war ein uruguayischer Fußballspieler.

## Karriere

### Verein
Der Abwehrspieler spielte in seiner Jugend zunächst für Sportivo Alba und wechselte 1942 zu Nacional. Der Jugendabteilung der Bolsos gehörte er bis 1946 an. In der Folgezeit war er ab 1948 für die Rampla Juniors tätig, wo er sich in den Vordergrund spielte. 1955 wechselte Martínez zu Peñarol, wo er die Trikot-Rückennummer 2 erhielt und in den Meisterjahren 1958 bis 1961, dem Jahr, nachdem er den Verein wieder verließ, die Aurinegros als Kapitän führte. In dieser Zeit feierte Güiyam. wie er genannt wurde, seine größten Erfolge auf Vereinsebene. Insgesamt wurde er mit seiner Mannschaft, deren Kapitän er war, viermal uruguayischer Landesmeister in Folge (1958 bis 1961). Zudem konnte er 1960 und 1961 jeweils den Sieg bei der Copa Libertadores feiern und auch im Weltpokal-Finale war er mit seinen Mitspielern 1961 erfolgreich. Der Verein wollte dem seinerzeit 34-jährigen sodann einen Abgang auf dem Höhepunkt seiner Laufbahn bereiten und beschäftigte ihn in der Folge in der Jugendabteilung des Clubs. Doch Martínez zog es zurück auf den Fußballplatz und so schloss er sich abermals den Rampla Juniors an. Dort wurde er 1964 Vizemeister mit seiner Mannschaft. Seine aktive Karriere führte er schließlich noch bis zum 43. Lebensjahr fort.

### Nationalmannschaft
Martínez absolvierte von seinem Debüt am 7. April 1950 gegen die chilenische Auswahl bis zu seinem letzten Einsatz für die Celeste am 30. Mai 1965 gegen Venezuela im Rahmen der WM-Qualifikation für die WM 1966 insgesamt 54 Länderspiele für sein Heimatland. Dabei traf er zweimal ins gegnerische Tor. Zwei weitere Länderspiele am 18. März 1956 gegen Argentinien und am 9. Januar 1965 gegen die DDR zählen nicht als offizielle Länderspiele, da ersteres von der Spielergewerkschaft organisiert wurde und bei letzterem die B-Auswahl Uruguays antrat.
Martínez nahm an den Weltmeisterschaften 1950, 1954 und 1962 teil. Die erste WM-Teilnahme war dabei gleichzeitig die erfolgreichste, denn bei dieser Gelegenheit gewann Uruguay das Turnier und Martínez konnte mit dem Weltmeister-Titel den wichtigsten Triumph seiner Karriere feiern. Allerdings wurde er im Verlaufe der WM nicht eingesetzt und war lediglich als Ersatzspieler im Kader Uruguays vertreten. Bei seinem zweiten WM-Turnier in der Schweiz war Martínez dann Stammspieler der Celeste.
Bereits 1953 gehörte er zudem dem Aufgebot Uruguays beim Campeonato Sudamericano an und kam dort in fünf Partien zum Einsatz. Auch bei den Südamerikameisterschaften der Jahre 1955 und 1956 zählte er zum uruguayischen Kader. In Chile lief er in drei Begegnungen auf. Bei seiner erfolgreichsten, weil mit dem Titelgewinn endenden Teilnahme des 1956er Turniers im heimischen Uruguay sind fünf Einsätze für ihn verzeichnet. 1956 bestritt er mit der Celeste die Copa del Atlántico, ein Jahr später die Copa Newton und 1959 folgte schließlich sein viertes und gleichzeitig letztes Mitwirken im Rahmen einer Südamerikameisterschaft, als er in sechs Begegnungen des Campeonato Sudamericano 1959 auf dem Platz stand. Die 1962er-WM-Teilnahme blieb für ihn ohne Einsatz. 1965 bestritt er dann mit der uruguayischen Elf noch die Copa Artigas und die Copa Pinto Duran.

### Erfolge
- Weltmeister 1950
- Südamerikameister 1956
- Weltpokal 1961
- 2× Copa Libertadores (1960, 1961)
- 4× Uruguayischer Meister (1958, 1959, 1960, 1961)